# Amblypharyngodon grandisquamis
Amblypharyngodon grandisquamis är en fisk i familjen karpfiskar. Populationen infogades en längre tid som synonym i Amblypharyngodon melettinus.
Denna fisk lever i olika vattendrag på Sri Lanka. Den hittas ofta i marskland och andra regioner som tidvis översvämmas. Arten vistas ofta i vattendrag som inte är klara. En viss vandring till lekplatsen är dokumenterad.
Beståndet hotas av vattenföroreningar och av dammbyggnader. Den introducerade växten Annona glabra förändrar likaså landskapet. Hela populationen är fortfarande stor.  IUCN kategoriserar arten globalt som livskraftig (LC).